# أوليسيا بابوشكينا
أوليسيا ألياكساندرا بابوشكينا (بالبيلاروسية: Алеся Аляксандраўна Бабушкіна) هي متسابقة جمباز بيلاروسية ولدت في يوم 30 يناير 1989 في مدينة غوميل في بيلاروسيا، أبرز إنجازاتها هو فوزها بالميدالية البرونزية في دورة الألعاب الأولمبية الصيفية 2008، كما فازت بأربعة ميداليات في بطولات العالم منها فضيتين وبرونزيتين.